# 小学校令
小学校令（しょうがっこうれい）は、近代日本の初等教育制度について定めた、次の2つの勅令である。
- 小学校令（明治19年4月10日勅令第14号） - 1886年に制定された勅令。第一次小学校令。いわゆる「学校令」の一つ。
- 小学校令（明治23年10月7日勅令第215号） - 第一次小学校令を廃止し、新たに1890年に制定された勅令。第二次小学校令。1900年の全部改正（明治33年8月20日勅令第344号、第三次小学校令）を経て、1941年に国民学校令（昭和16年3月1日勅令第148号）に改題の上、全部改正された。

## 歴史
最初の小学校令は、森有礼文部大臣の下、1886年（明治19年）4月10日に、それまでの教育令を廃して公布された（第一次小学校令）。
1890年（明治23年）、改めて小学校令（明治23年10月7日勅令第215号、第二次小学校令）が公布され、従前の小学校令（明治19年勅令第14号）は廃止された。この小学校令は、1900年（明治33年）8月20日に全部改正された（第三次小学校令）。
最初に公布されたものと改正されたものをそれぞれを第一次小学校令、第二次小学校令、第三次小学校令と呼ぶ。
第三次小学校令を全部改正する形で制定された国民学校令（昭和16年3月1日勅令第148号）が施行される1941年（昭和16年）まで、50年以上効力を有した。形式的には、最後の小学校令は、学校教育法の施行により国民学校令が廃止される1947年（昭和22年）まで存在していたことになる。

## 第一次小学校令
第一次小学校令（明治19年4月10日勅令第14号）は、1886年（明治19年）4月10日に公布された。全16条から成り、各条項で小学校の設置・運営に関する基本事項を定めている。
また、同年5月25日に「小学校ノ学科及其程度」を公布し、小学校の編制・修業年限・学科・児童数・教員数・授業日数および各学科の要旨を掲げて小学校教育の内容に関する基準を示した。

### 内容
- 小学校を尋常小学校（修業年限4か年）と高等小学校（修業年限4か年）の2段階とする。
- 就学義務の学齢は6歳（尋常小学校入学時点）から14歳（高等小学校卒業時点）に至る8年。
- 尋常小学校修了までの4年以内を義務教育期間とする。
- 疾病・家計困窮・その他やむをえない事情で児童を就学させることができないと認定された場合には、府知事・県令がその期限を定めて就学猶予を許可することができる。
- 1学級あたりの生徒数を、尋常小学校は80名以下、高等小学校は60名以下と規定。
- 経費は主に生徒の授業料と寄付金から捻出し、もし不足の場合は区町村会の議決によって区町村費から補足することができる。
- 地方財政の窮乏を考慮し、簡易な初等教育を施す制度として小学簡易科の設置を認め、尋常小学校に代用できることとする。
- 小学簡易科の経費は区町村費から捻出し、授業料を徴収しないこととする。

### 廃止
第二次小学校令の施行に伴い廃止された。

## 第二次小学校令
第二次小学校令（明治23年10月7日勅令第215号）は、1890年（明治23年）10月7日に公布された。これにより、第一次小学校令は廃止された。この第二次小学校令は、1900年（明治33年）に全部改正される（後述#第三次小学校令）。
1889年（明治22年）4月に実施された市町村制と同年公布された府県制・郡制により、地方自治制度が確立されたことに伴い、諸条項を定めた。第一次小学校令よりも小学校の制度について詳細に規定し、全文96条からなる。

### 変更点
- 第1条で小学校の目的を明示
  - 「小学校は児童身体の発達に留意して道徳教育および国民教育の基礎ならびにその生活に必須なる普通の知識・技能を授くることを以て本旨とする」と規定された。
- 尋常小学校に代用できる小学簡易科を廃止。
- 義務教育である尋常小学校の修業年限を3年または4年とする。
- 高等小学校の修業年限を2年、3年または4年とする。
- 専修科[2]・補習科を付設することが可能となり、徒弟学校と実業補習学校を小学校の種類とする。
- 「各市町村は原則として学齢児童を就学させられる尋常小学校を設置しなければならない」と規定した。
- 「地方学事通則」で学校組合の運営等に関する規程を定め、郡長が一町村の資力だけで尋常小学校設置の負担が困難であると認定した場合には、他の町村と学校組合を設立し、設置すべき尋常小学校の校数と位置を定めることができる。
- 市町村に私立小学校がある場合には代用できる。

### 関連法規
第二次小学校令は多くの細則を必要とし、その公布の翌年1891年（明治24年）中に多数の関係法規が制定された。その中でも主要なものは「私立小学校代用規則」、「小学校設備準則」、「小学校祝日大祭日儀式規程」、「補習科の教科目と修業年限」、「専修科徒弟学校及実業補習学校の教科目と修業年限」、「随意科目等に関する規則」、「小学校教則大綱」、「学級編制等に関する規則」、「小学校の毎週教授時間の制限」、「小学校教員検定等に関する規則」、「市町村立小学校長と教員名称と待遇」等。

### 一部改正
- 1899年（明治32年）- 「小学校令中改正ノ件」（明治32年勅令第262号）
  - 実業学校令（明治32年勅令第29号）の施行により、「徒弟学校と実業補習学校が小学校の種類である」という規定が除かれる（失効する）。

## 第三次小学校令
第二次小学校令を全部改正する形で、1900年（明治33年）8月20日に公布、同年9月1日に施行された。第1条の小学校目的規定は第二次小学校令のものを継承。それ以外では全面的な改正を実施。全73条からなる。
また、第三次小学校令に基づき、新しく「小学校令施行規則」が制定された。

### 背景
日本の近代国家体制の整備により産業をはじめとする社会の各方面で新しい進展が見られた明治30年代初頭、その根幹を支える教育の分野でも近代学校制度のよりいっそうの整備が必要となってきた。

### 変更点
- 義務教育期間である尋常小学校の修業年限を4年に統一（従来認められていた3年の修業年限を廃止）。
- 将来の義務教育年限延長（4年間から6年間への延長）に備え、2年制の高等小学校を尋常小学校に併置することを奨励。
- 義務就学の規定を厳密にし、病弱または発育不完全等の理由によって就学を遅延させ結局不就学者となることを防ぐ規定を設けたり、雇用者に対して学齢児童を雇用して就学を妨げてはならないと規定したりして、義務教育と児童労働の関係をはじめて明確にした。
- 公立の尋常小学校では特別の場合を除き授業料を徴収してはならないと規定し、義務教育無償の原則を明示。

### 明治40年改正
主な改正点は、現在の6年制の小学校のはじまりとなる尋常小学校の6年教育を定めるものである。
従来の修業年限（4年）では義務教育の本旨を全うすることはとても困難であったため、1900年（明治33年）現行小学校令を制定する際すでにその年限を延長することが必要であると認められていたが、当時4年の義務教育すら普及するに至っていなかったため、将来に義務教育延長を行うこととし、その準備として尋常小学校に修業年限2年の高等小学校を併置することを奨励することとした。それ以来義務教育は著しく普及し、さらに尋常小学校に高等小学校を併置した尋常高等小学校の数も増加したため、改正の時機が熟したことが認められるとともに戦後ますます国民の智徳を上進する必要があり、これを義務教育の年限を延長する理由となった。もちろん6年間への延長だけでは十分ではなかったが、1907年（明治40年）当時の状況では、急速に義務教育を更にそれ以上に延長することは難しいため、ひとまず義務教育期間を6年とすることとし、更なる延長は将来行うこととした。
1907年（明治40年）3月21日の「小学校令中改正ノ件」（明治40年勅令第52号）により、義務教育期間、つまり尋常小学校の修業年限が2年延長され、6年間となった（高等小学校の旧1・2年が尋常小学校の新5・6年となった）。

### 国民学校令
1941年、第3次小学校令は全部改正され（昭和16年3月1日勅令第148号）、題名も国民学校令に改正された。